# Comuna Vâlcele, Olt
Vâlcele este o comună în județul Olt, Muntenia, România, formată din satele Bărcănești, Vâlcelele de Sus și Vâlcele (reședința).

## Demografie
Componența etnică a comunei Vâlcele
     Români (94,89%)
     Alte etnii (0,09%)
     Necunoscută (5,02%)
Componența confesională a comunei Vâlcele
     Ortodocși (94,63%)
     Alte religii (0,18%)
     Necunoscută (5,2%)
Conform recensământului efectuat în 2021, populația comunei Vâlcele se ridică la 2.271 de locuitori, în scădere față de recensământul anterior din 2011, când fuseseră înregistrați 2.526 de locuitori. Majoritatea locuitorilor sunt români (94,89%), iar pentru 5,02% nu se cunoaște apartenența etnică. Din punct de vedere confesional, majoritatea locuitorilor sunt ortodocși (94,63%), iar pentru 5,2% nu se cunoaște apartenența confesională.

## Politică și administrație
Comuna Vâlcele este administrată de un primar și un consiliu local compus din 11 consilieri. Primarul, Alexandru Taifas[*], de la Partidul Social Democrat, este în funcție din 2012. Începând cu alegerile locale din 2024, consiliul local are următoarea componență pe partide politice:
|  | Partid                          | Consilieri | Componența Consiliului | Componența Consiliului | Componența Consiliului | Componența Consiliului | Componența Consiliului | Componența Consiliului |
|  | ------------------------------- | ---------- | ---------------------- | ---------------------- | ---------------------- | ---------------------- | ---------------------- | ---------------------- |
|  | Partidul Social Democrat        | 6          |                        |                        |                        |                        |                        |                        |
|  | Partidul Național Liberal       | 4          |                        |                        |                        |                        |                        |                        |
|  | Alianța pentru Unirea Românilor | 1          |                        |                        |                        |                        |                        |                        |

## Istorie
Pe 15 ianuarie 1961, la Vâlcele, a avut loc ultimul mare episod sângeros al colectivizării forțate din România. Atunci au fost împușcate de către milițieni 5 persoane și au fost arestate alte 25, pedepsele lor cu închisoarea însumând peste 84 de ani.

## Personalități născute aici
- Alexandra Sicoe (1932 - 2019), atletă.